# Monte Capannello
Il Monte Capannello è una collina dell'isola d'Elba.

## Descrizione
Situata nella parte orientale dell'isola, raggiunge un'altezza di 408 metri sul livello del mare.
Alle pendici della montagna si trova lo storico paese di Rio nell'Elba.
La vetta è un noto punto di osservazione per uccelli rapaci, in particolare del gheppio.

## Accesso alla cima
Il monte Capannello è accessibile per sentiero, utilizzando il tracciato della Grande Traversata Elbana.